# Johan Claes Lagersvärd
Johan Claes Lagersvärd, född 4 augusti 1756 i Långtora, död 1 december 1836 i Florens, var en svensk diplomat.

## Biografi
Lagersvärd föddes i Långtora som son till Fredrik Lampa, som blev adlad Lagersvärd 1751. Lagersvärd blev under sin livstid utnämnd till kansliråd samt var ministerresident vid alla italienska hov, baserad i Florens.
Lagersvärd är känd för att på uppdrag av Gustaf Adolf Reuterholm ha spionerat på sin egen chef Gustaf Mauritz Armfelt då denne var minister i Neapel, en affär som är känd såsom Armfeltska intrigen och slutade med att Armfelt landsfövisades.

### Familj
Han gifte han sig den 19 oktober 1803 i Livorno med Jeanne Marie Brigitte Hugues.

## Utmärkelser
- Kommendör av Vasaorden[3]
- Riddare av Nordstjärneorden[1]